# Jayachamarajapura, Arsikere
Jayachamarajapura là một làng thuộc tehsil Arsikere, huyện Hassan, bang Karnataka, Ấn Độ.